# Grand lac Victoria
Grand lac Victoria är en sjö i Kanada.   Den ligger i regionen Abitibi-Témiscamingue och provinsen Québec, i den sydöstra delen av landet, 270 km nordväst om huvudstaden Ottawa. Grand lac Victoria ligger 322 meter över havet. Arean är 4,0 kvadratkilometer. Den sträcker sig 4,5 kilometer i nord-sydlig riktning, och 2,4 kilometer i öst-västlig riktning.
I omgivningarna runt Grand lac Victoria växer i huvudsak blandskog. Trakten runt Grand lac Victoria är nära nog obefolkad, med mindre än två invånare per kvadratkilometer.